# Sumire Nakamura
Pour les articles homonymes, voir Nakamura.
Sumire Nakamura (仲邑 菫, Nakamura Sumire, née le 2 mars 2009) est une joueuse de Go japonaise.
Elle devient la plus jeune joueuse professionnelle de Go au Japon le 1er avril 2019.

## Biographie
Sumire Nakamura naît en 2009 à Tokyo. Elle est la fille de Shinya Nakamura, un ancien joueur de go. Sumire Nakamura commence à jouer avec son père à l'âge de trois ans et participe à des tournois nationaux au Japon à l'âge de sept ans.
Elle a fait ses débuts professionnels le 22 avril 2019 dans la ronde préliminaire du tournoi Ryusei à l'ouest du Japon à l'âge de 10 ans et un mois, battant le record d'âge détenu par Rina Fujisawa en 2010, alors âgée de 11 ans et 8 mois. Elle est également la première joueuse de Go à devenir professionnelle grâce au programme Nihon Ki-in qui détecte les enfants prodiges,.
À la fin de sa première année civile en tant que professionnelle (c'est-à-dire fin 2019), le Power Report indique pour Sumire Nakamura pour la première année (en fait neuf mois) de sa carrière 17 victoires pour 7 défaites, soit un taux de victoires de 70,8%. Ces statistiques sont les meilleures des 13 nouveaux 1er dan qui ont fait leurs débuts en 2019.
Elle obtient le 15 mars 2021 le grade 2e dan professionnel.
Le 6 février 2023, à l'âge de 13 ans et 11 mois, Nakamura est devenue la plus jeune gagnante d'un titre majeur en remportant le Kisei féminin. Elle a battu la championne en titre, Ueno Asami, par deux victoires à une.